# Таран, Евгений Николаевич
 Евге́ний Никола́евич Тара́н (укр. Євген Миколайович Таран; 11 апреля 1980) — украинский футболист, нападающий.

## Биография
Выступал за «Ильичёвец», «Николаев» и белорусский «Днепр» (Могилёв). В июле 2008 года перешёл в «Крымтеплицу».
В марте 2011 года, после того как тренерский штаб таджикского клуба «Худжанд» пополнил украинский специалист Владимир Уткин, был приглашён в эту команду. Вместе с Тараном в Таджикистане играли Сергей Бербат и Денис Сенчук.